# Pietro IV di Alessandria (calcedoniano)
Papa Pietro IV (... – 651), è stato papa e patriarca greco-ortodosso di Alessandria e di tutta l'Africa tra il 642 e il 651.
Fu eletto al trono patriarcale nel 642. Era un monotelita e come tale fu condannato da papa Martino nel Concilio Lateranense del 649.
In seguito all'occupazione araba dell'Egitto, si rifugiò a Costantinopoli.